# Championnat d'Écosse de football 1926-1927
Navigation
Édition précédente Édition suivante
La 37e édition du championnat d'Écosse de football est remportée par les Rangers FC. C’est le quinzième titre de champion du club de Glasgow. Les Rangers  gagnent avec cinq points d’avance sur Motherwell FC. Le Celtic FC complète le podium. Après quatre années consécutives terminées à la deuxième place Airdrieonians ne termine que quatrième.
Le système de promotion/relégation reste en place: descente et montée automatique, sans matchs de barrage pour les deux derniers de première division et les deux premiers de deuxième division. Raith Rovers et Clydebank FC descendent en deuxième division. Ils sont remplacés pour la saison 1926/27 par Clyde FC et Dunfermline Athletic. C’est la toute première apparition de ce club dans l’élite du football écossais.
Avec 49 buts marqués en 38 matchs,  Jimmy McGrory du Celtic FC remporte pour la première fois le titre de meilleur buteur du championnat. Il réalise un des meilleurs totaux de l’histoire du championnat.

## Les clubs de l'édition 1926-1927
| Club                               | Ville       |
| ---------------------------------- | ----------- |
| Aberdeen Football Club             | Aberdeen    |
| Airdrieonians Football Club        | Airdrie     |
| Celtic Football Club               | Glasgow     |
| Clyde Football Club                | Glasgow     |
| Cowdenbeath Football Club          | Cowdenbeath |
| Dundee Football Club               | Dundee      |
| Dundee United Football Club        | Dundee      |
| Dunfermline Athletic Football Club | Dunfermline |
| Falkirk Football Club              | Falkirk     |
| Greenock Morton Football Club      | Greenock    |
| Hamilton Academical Football Club  | Hamilton    |
| Heart of Midlothian Football Club  | Édimbourg   |
| Hibernian Football Club            | Leith       |
| Kilmarnock Football Club           | Kilmarnock  |
| Motherwell Football Club           | Motherwell  |
| Partick Thistle Football Club      | Glasgow     |
| Queen's Park Football Club         | Glasgow     |
| Rangers Football Club              | Glasgow     |
| Saint Johnstone Football Club      | Perth       |
| Saint Mirren Football Club         | Paisley     |

## Compétition

### Classement
Le classement est établi sur le barème de points classique (victoire à 2 points, match nul à 1, défaite à 0).
| Rang | Équipe                 | Pts | J  | G  | N  | P  | Bp  | Bc  | Diff |
| ---- | ---------------------- | --- | -- | -- | -- | -- | --- | --- | ---- |
| 1    | Rangers FC             | 56  | 38 | 23 | 10 | 5  | 85  | 41  | +44  |
| 2    | Motherwell FC          | 51  | 38 | 23 | 5  | 10 | 81  | 52  | +29  |
| 3    | Celtic FC T C          | 49  | 38 | 21 | 7  | 10 | 101 | 55  | +46  |
| 4    | Airdrieonians          | 45  | 38 | 18 | 9  | 11 | 97  | 64  | +33  |
| 5    | Dundee FC              | 43  | 38 | 17 | 9  | 12 | 77  | 51  | +26  |
| 6    | Falkirk FC             | 42  | 38 | 16 | 12 | 10 | 77  | 60  | +17  |
| 7    | Cowdenbeath FC         | 42  | 38 | 18 | 6  | 14 | 74  | 60  | +14  |
| 8    | Aberdeen FC            | 40  | 38 | 13 | 14 | 11 | 73  | 72  | +1   |
| 9    | Hibernian FC           | 39  | 38 | 16 | 7  | 15 | 62  | 71  | -9   |
| 10   | Saint Mirren           | 37  | 38 | 16 | 5  | 17 | 78  | 76  | +2   |
| 11   | Partick Thistle FC     | 36  | 38 | 15 | 6  | 17 | 89  | 74  | +15  |
| 12   | Queen's Park FC        | 36  | 38 | 15 | 6  | 17 | 74  | 84  | -10  |
| 13   | Heart of Midlothian    | 35  | 38 | 12 | 11 | 15 | 65  | 64  | +1   |
| 14   | Saint Johnstone        | 35  | 38 | 13 | 9  | 16 | 55  | 69  | -14  |
| 15   | Hamilton Academical    | 35  | 38 | 13 | 9  | 16 | 60  | 85  | -25  |
| 16   | Kilmarnock FC          | 32  | 38 | 12 | 8  | 18 | 54  | 71  | -17  |
| 17   | Clyde FC P             | 29  | 38 | 10 | 9  | 19 | 54  | 85  | -31  |
| 18   | Dunfermline Athletic P | 28  | 38 | 10 | 8  | 20 | 53  | 85  | -32  |
| 19   | Greenock Morton        | 28  | 38 | 12 | 4  | 22 | 56  | 101 | -45  |
| 20   | Dundee United          | 22  | 38 | 7  | 8  | 23 | 56  | 101 | -45  |

| Légende : Qualifications et relégations | Légende : Qualifications et relégations                           |
| --------------------------------------- | ----------------------------------------------------------------- |
|                                         | Champion d'Écosse                                                 |
|                                         | Relégation en deuxième division                                   |
|                                         | T : Tenant du titre C : Vainqueur de la Coupe d'Écosse P : Promus |

## Bilan de la saison
| Tableau d'Honneur                |            |
| Compétition                      | Vainqueur  |
| Championnat d'Écosse de football | Rangers FC |
| Coupe d'Écosse de football       | Celtic FC  |

| Promotions et relégations |                               |
| Promus                    | Bo'ness FC Raith Rovers       |
| Relégués                  | Greenock Morton Dundee United |

## Statistiques

### Meilleur buteur
1. Jimmy McGrory, Celtic FC, 49 buts